# Nations: Fighter Command
Nations: Fighter Command est un jeu vidéo de simulation d'avions de guerre sorti en 1999 sur PC. Le jeu a été développé par Psygnosis et édité par GT Interactive.